# 阿迪瓦西眼鏡蛇力量
阿迪瓦西眼鏡蛇力量（英語：Adivasi Cobra Force，簡稱ACF）又稱阿迪瓦西眼鏡蛇軍事力量（Adivasi Cobra Militant Force，簡稱ACMF）是印度阿薩姆邦下阿薩姆地區過去的一個軍事團體，為阿迪瓦西人抵抗波多人的武裝力量
。

## 歷史
1990年代晚期起阿薩姆邦的波多人與桑塔人（阿迪瓦西的一支）種族衝突不斷，前者加入波多蘭民族民主陣線（NDFB）與波多解放猛虎力量（BLTF）的武裝團體，1996年初雙方衝突便造成超過百人喪生，桑塔人為抵抗波多人的攻擊，遂於當年7月7日成立阿迪瓦西眼鏡蛇力量，組織人數介於100人至350人之間，在阿薩姆邦科克拉賈縣與邦蓋岡縣襲擊印度政府與波多人的武裝，其領導人為杜爾迦·明茲（Durga Minz）、主席為Xabrias Khakha，另外還有一名重要領導人為坎杜·穆爾穆（Kandu Murmu）。
相較於印度東北部的其他武裝組織，阿瓦迪西眼鏡蛇力量沒有抱持特定的政治意識形態，也非分離主義者，他們自稱目標為保衛當地部落免遭波多人種族清洗的武裝力量，要求賠償在衝突中喪生或流亡的桑塔人，並要求印度政府承認並保護阿迪瓦西的族群。阿迪瓦西眼鏡蛇力量可能與坎塔普解放組織為合作關係，後者協助其在不丹邊境一帶建立訓練營。
2001年9月9日阿迪瓦西眼鏡蛇力量和印度政府簽署停火協議，2004年印度政府將協議的期限延長，2005年主席Xabrias Khakha表示他們打算轉型為合法政黨並參與阿薩姆邦的選舉。